# Lorenzo Batlle Pacheco
Lorenzo Batlle Pacheco (Montevideo, 4 marzo 1897 – Montevideo, 3 dicembre 1954) è stato un politico e giornalista uruguaiano.
Figlio del tre volte presidente uruguaiano José Batlle y Ordóñez, lavorò come giornalista del quotidiano El Día (di cui fondò e curò il supplemento della domenica).
Fu deputato dal 1929 al 1931 e senatore dal 1931 al 1933 e nuovamente dal 1943 al 1954, anno della sua morte.

## Premi
- Premio Maria Moors Cabot: 1942[1]